# Södermanlands runinskrifter 54
Södermanlands runinskrifter 54 är ristad på en runsten vid Bjudby i Blacksta socken och Flens kommun i Södermanland. Bjudbystenen står i en backe öster om Sö 99 och på samma sida om vägen.

## Stenen
I 1800-talets början trodde dåvarande markägaren att en nedgrävd skatt kunde finnas under stenen så därför lät han spränga sönder denna och resultatet blev tolv bitar. Två av bitarna försvann men de övriga tio sammanfogades med järnklamrar 1899 och 1934 restes stenen på sin nuvarande plats.
Stenen är av granit. Den har en välgjord ornamentik och bär en lång inskrift med den 16-typiga runradens runor. Inskriftens första del står inom en drakslinga på stenens framsida. Den fortsätter på ytan innanför drakslingan, i och kring det brokiga ringkors som där finns ristat. På ena kortsidan avslutas inskriften med uppgift om vem ristaren är. Drakslingans utseende i Ringerikestil placerar den i stilgrupp Pr 2, vilket gör perioden 1020-1050 till den mest sannolika för dess tillkomst.
Runskriften får den flitige sagaläsaren att tänka på "Torsten Vikingssons Saga" (Þorsteins saga Víkingssonar) om svensken Viking och hans många söner, bland annat Torsten, Östen och en Finnboge. Men om det finns en koppling mellan sagan och runskriften annat än ett intressant sammanträffande går inte att fastställa.

## Inskriften

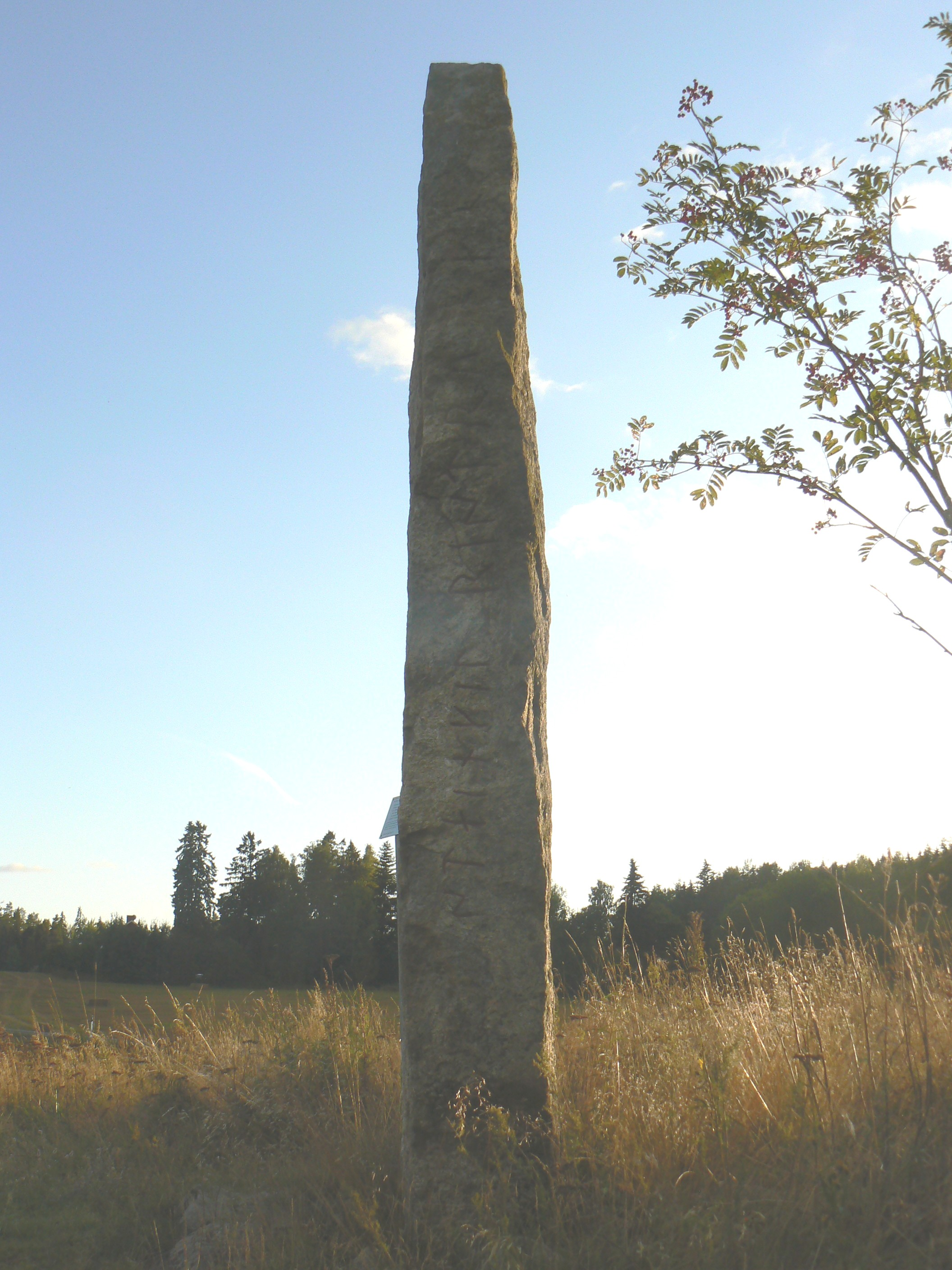
Inskriften avslutas på kortsidan

Translitterering av runraden:
§A þurstain : auk : aystain : auk : natfari : raistu : stain : at : finuiþ : auk : ulif : þurkil buruþr sin uaru · aliʀ · uikiks · suniʀ latburniʀ · man · litu · rita · stain 
§B stainkil · rist · runaʀ
Normalisering till runsvenska:
§A Þorstæinn ok Øystæinn ok Nattfari ræistu stæin at Finnvið ok Olæif, Þorkel, brøðr sina. Vaʀu alliʀ Vikings syniʀ, landburniʀ mænn, letu retta stæin. 
§B Stæinkell ræist runaʀ.
Översättning till nusvenska:
Torsten och Östen och Nattfare reste stenen efter Finnvid och Olev, Torkel, sina bröder.
Voro alla

Vikings söner

av länsadelsbörd

läto resa stenen
Stenkil ristade runorna.